# Байе, Яред
Яред Байе Белай (амх. ያሬድ ባየህ በላይ; род. 22 января 1995 года, Бахр-Дар, Эфиопия) — эфиопский футболист, защитник клуба «Бахр-Дар Кенема» и национальной сборной Эфиопии.

## Клубная карьера
Футбольную карьеру начал в «Дашен Бир». В сезоне 2015/2016 дебютировал за клуб в Премьер-лиге Эфиопии. В 2016 году перешел в «Фазил Кенема». Вместе с клубом выигрывал чемпионат и кубок Эфиопии. В 2022 году перешёл в «Бахр-Дар Кенема».

## Карьера в сборной
За сборную Эфиопии дебютировал 21 ноября 2015 года на Кубке КЕСАФА 2015 против Руанды. 23 декабря 2021 оказался в списке игроков, вызванных на Кубок африканских наций 2021 . На турнире сыграл два поединка группового этапа: против сборной Кабо-Верде (0:1) и Буркина-Фасо (1:1).
Свой первый гол за сборную забил 4 августа 2019 в победном для Эфиопии со счётом 4:3 матче во втором раунде квалификации на чемпионат африканских наций против Джибути.